# Bembrops filiferus
Bembrops filiferus és una espècie de peix de la família dels percòfids i de l'ordre dels perciformes.

## Etimologia
Bembrops prové dels mots grecs bembras, -ados (una mena d'anxova) i ops (aparença), mentre que filiferus fa referència a l'espina allargada i filamentosa de la seua primera aleta dorsal.

## Descripció
Fa 22 cm de llargària màxima. 2-6 espines i 13-23 radis tous a l'aleta dorsal i 15-29 radis tous a l'anal. Maxil·lar amb un tentacle ben desenvolupat a l'extrem posterior.

## Alimentació
El seu nivell tròfic és de 3,63.

## Hàbitat i distribució geogràfica
És un peix marí, bentònic sobre fons sorrencs, batidemersal (entre 62 i 450 m de fondària, normalment a partir dels 300), el qual viu al Pacífic: des del Japó fins a Austràlia Occidental i les illes Hawaii, incloent-hi Indonèsia, les illes Filipines, Taiwan i, probablement també, Nova Caledònia.

## Observacions
És inofensiu per als humans.